# 1994 à Terre-Neuve-et-Labrador
Chronologie de Terre-Neuve-et-Labrador
- 1990
- 1991
- 1992
- 1993
- 1994
- 1995
- 1996
- 1997
- 1998

Cette page concerne des événements survenus en 1994 dans la province canadienne de Terre-Neuve-et-Labrador.

## Politique
- Premier ministre : Clyde Wells
- Chef de l'Opposition :
- Lieutenant-gouverneur : Frederick Russell
- Législature :